# Cristobal Huet
Cristobal Huet, född 3 september 1975 i Saint-Martin-d'Hères, Frankrike, är en fransk ishockeymålvakt som för närvarande spelar för HC Lausanne i NLA.
Huet har tidigare spelat för Los Angeles Kings, Montreal Canadiens, Washington Capitals och Chicago Blackhawks i NHL.
Han valdes av Los Angeles Kings som 214:e spelare totalt i 2001 års NHL-draft.
Huet har även spelat ett flertal matcher för det franska hockeylandslaget.

## Seniorklubbar
- Brûleurs de Loups de Grenoble, 1994–1998
- HC Lugano, 1998–2002
- Manchester Monarchs, 2002–2003
- Los Angeles Kings, 2002–2004
- Adler Mannheim, 2004–2005
- Hamilton Bulldogs, 2005–2006
- Montreal Canadiens, 2005–2008
- Washington Capitals, 2008
- Chicago Blackhawks, 2008–2010
- Fribourg-Gottéron, 2010–2012
- HC Lausanne, 2012–

## Meriter
- Roger Crozier Saving Grace Award 2005/06
- Stanley Cup 2010